# Trattato di Prüm (855)
Il trattato di Prüm dell'855, o ripartizione di Prüm, è un atto con il quale, il 19 settembre dell'855, l'imperatore Lotario I, gravemente ammalato, suddivise l'impero rimastogli dopo il trattato di Verdun tra i suoi tre figli, Ludovico, Carlo e Lotario.

## Storia

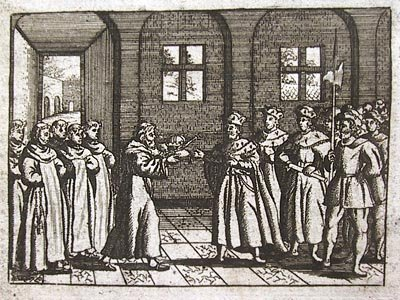
Ripartizione di Prüm: Lotario I lascia il suo impero ai figli. (Incisione in rame del 1698).

La suddivisione ebbe questa configurazione:
- Ludovico († 875) ottenne la dignità nominale di imperatore, con il nome di Ludovico II, ed il territorio dell'Italia;
- Carlo († 863) ottenne la Provenza e gran parte della Borgogna
- Lotario († 869) ottenne la parte settentrionale del regno, che da lui prenderà il nome di Lotaringia

Quindi, dopo aver abdicato, Lotario I si ritirò nell'Abbazia di Prüm, ove pochi giorni dopo, il 29 settembre dello stesso anno, morì.

## Sviluppi successivi

Ripartizione del Regno di Provenza alla morte di Carlo di Provenza.

Nell'863 Carlo morì senza eredi e Ludovico II gli successe come re di Provenza, a patto di cessioni minori al fratello Lotario. Quando anche Lotario morì senza figli legittimi, Ludovico il Germanico e Carlo il Calvo si spartirono la Lotaringia con il trattato di Meerssen. Ludovico II, nonostante l'appoggio papale, non riuscì a far valere i propri diritti alla successione poiché, al contrario degli zii, godeva di scarso sostegno tra le aristocrazie transalpine.